# Doelhôftsjerke
De Doelhôftsjerke is een kerkgebouw in Oldeboorn in de Nederlandse provincie Friesland. De kerk was gewijd aan de heilige Pancratius. Het kerkgebouw is een rijksmonument.

## Beschrijving
De kerktoren uit 1737 heeft een lantaarn gebouwd naar het voorbeeld van de Grote Kerk in Hindeloopen. De klok uit 1526 is gegoten door Geert van Wou. Boven de ingang aan de westzijde bevinden zich de namen van de kerkvoogden Eekma en Brouwer, en de wapens van Scheltinga, Andringa en Lijcklema.
Op de plaats van de middeleeuwse kerk werd in 1753 een nieuw schip gebouwd. Het tongewelf is beschilderd met sterren en engelen. Het orgel uit 1779 werd gemaakt door Lambertus van Dam uit Leeuwarden. In het koor bevinden zich een marmeren grafmonument uit 1761 ter nagedachtenis aan Livius Theodorus en Regnerus van Andringa en een gedenkraam/ oorlogsmonument voor burgemeester Paul Marinus van Baerdt van Sminia.

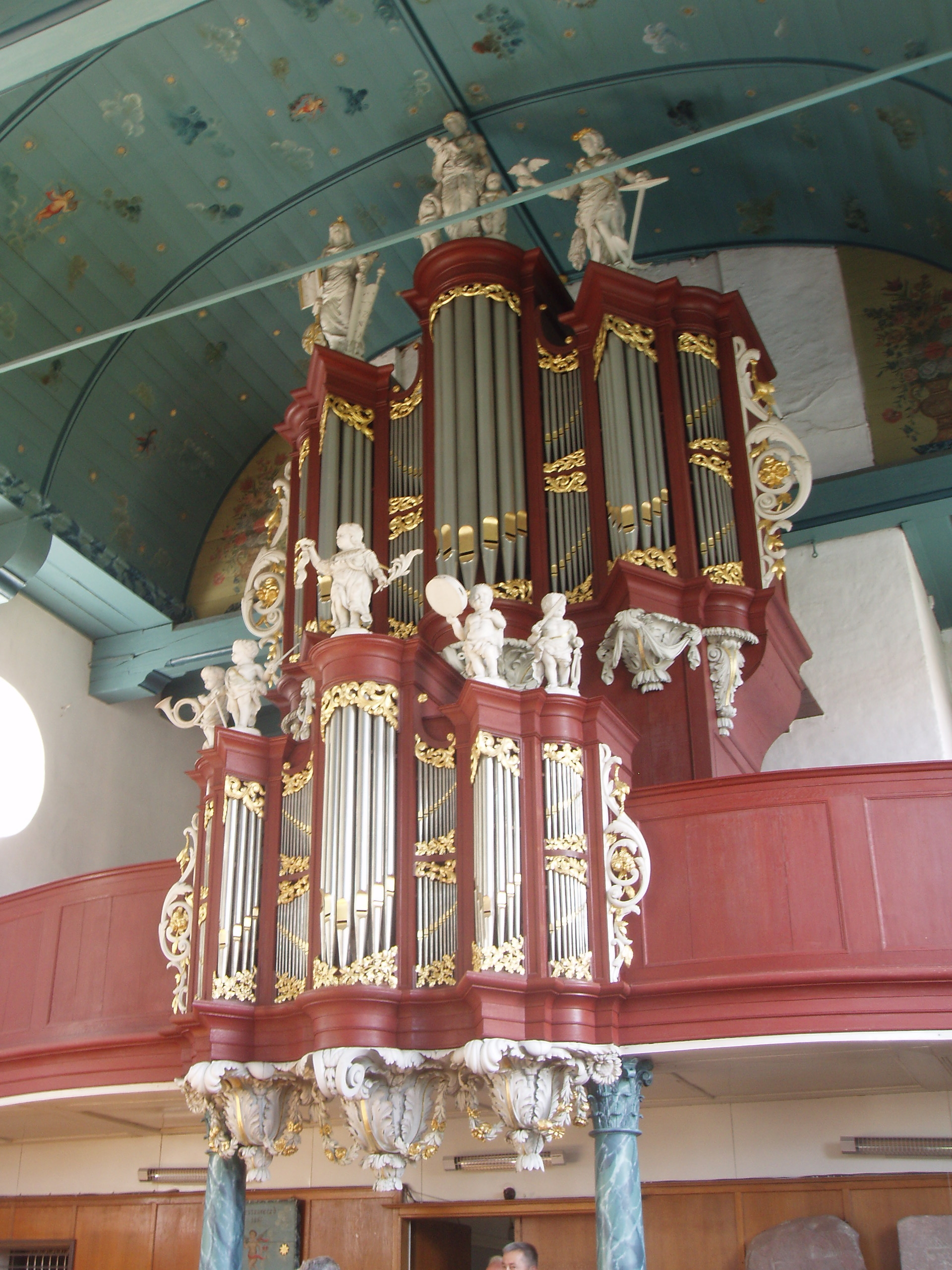
Orgel (2008)
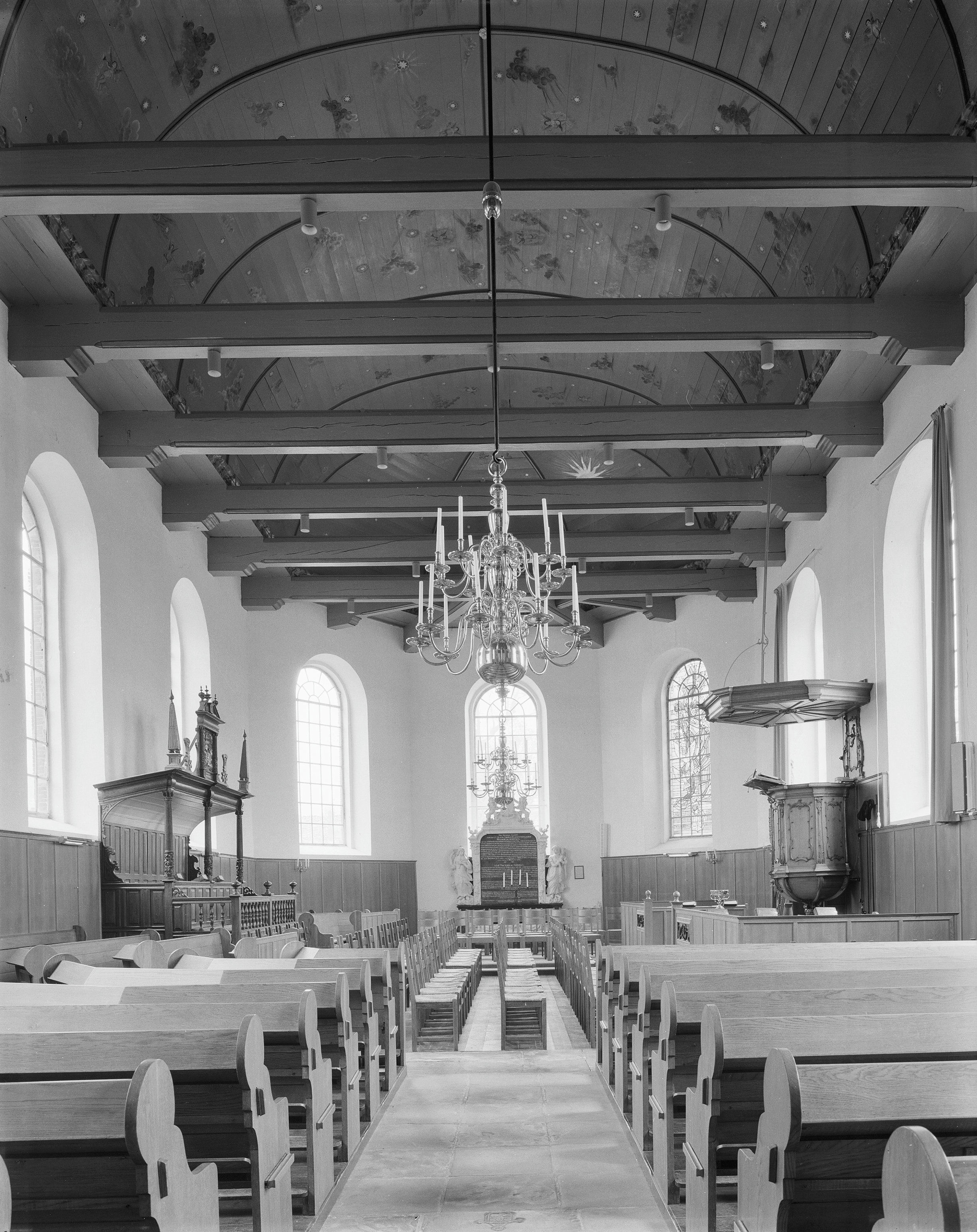
Interieur naar het oosten
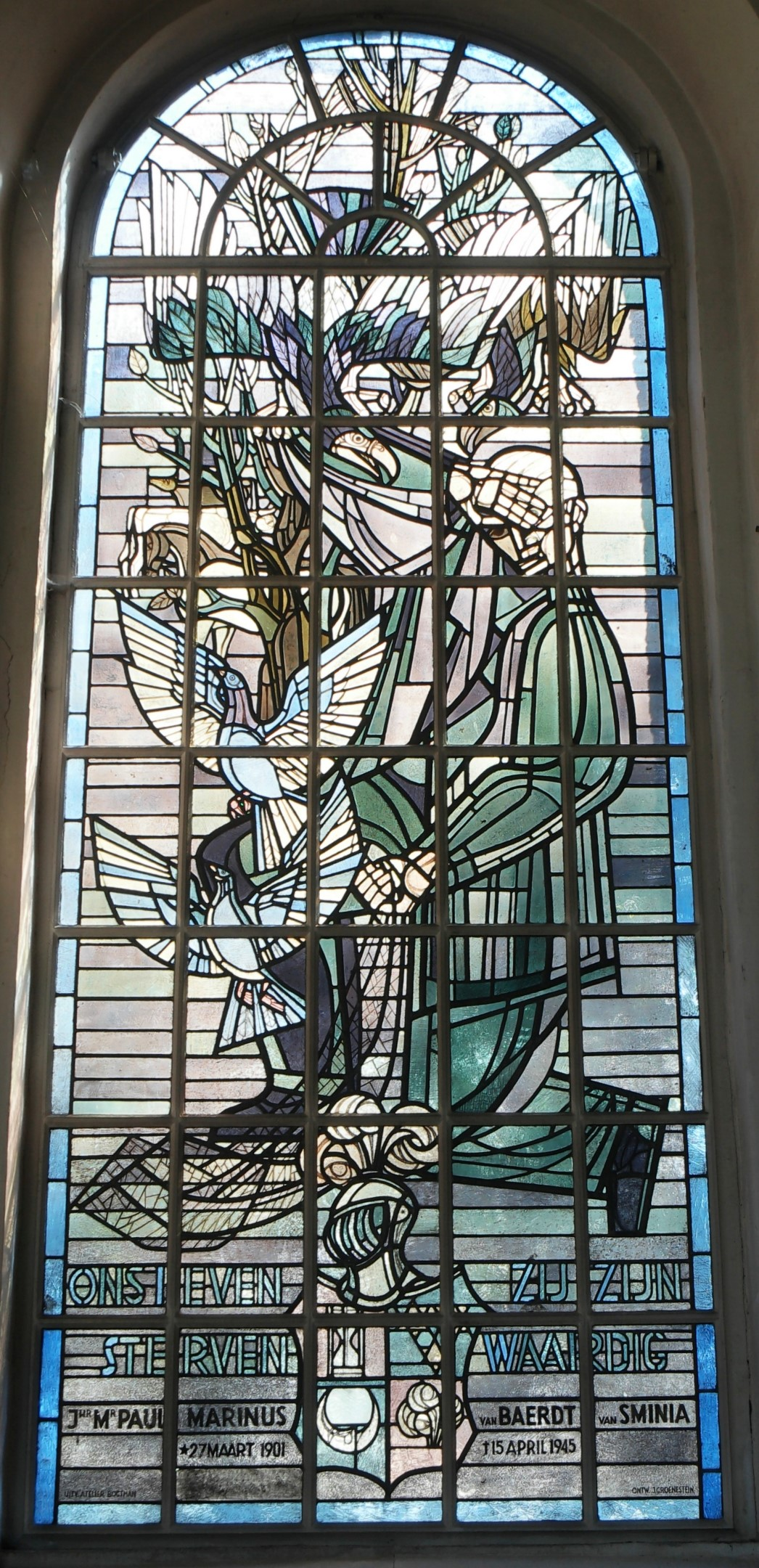
Gedenkraam voor Paul Marinus van Baerdt van Sminia
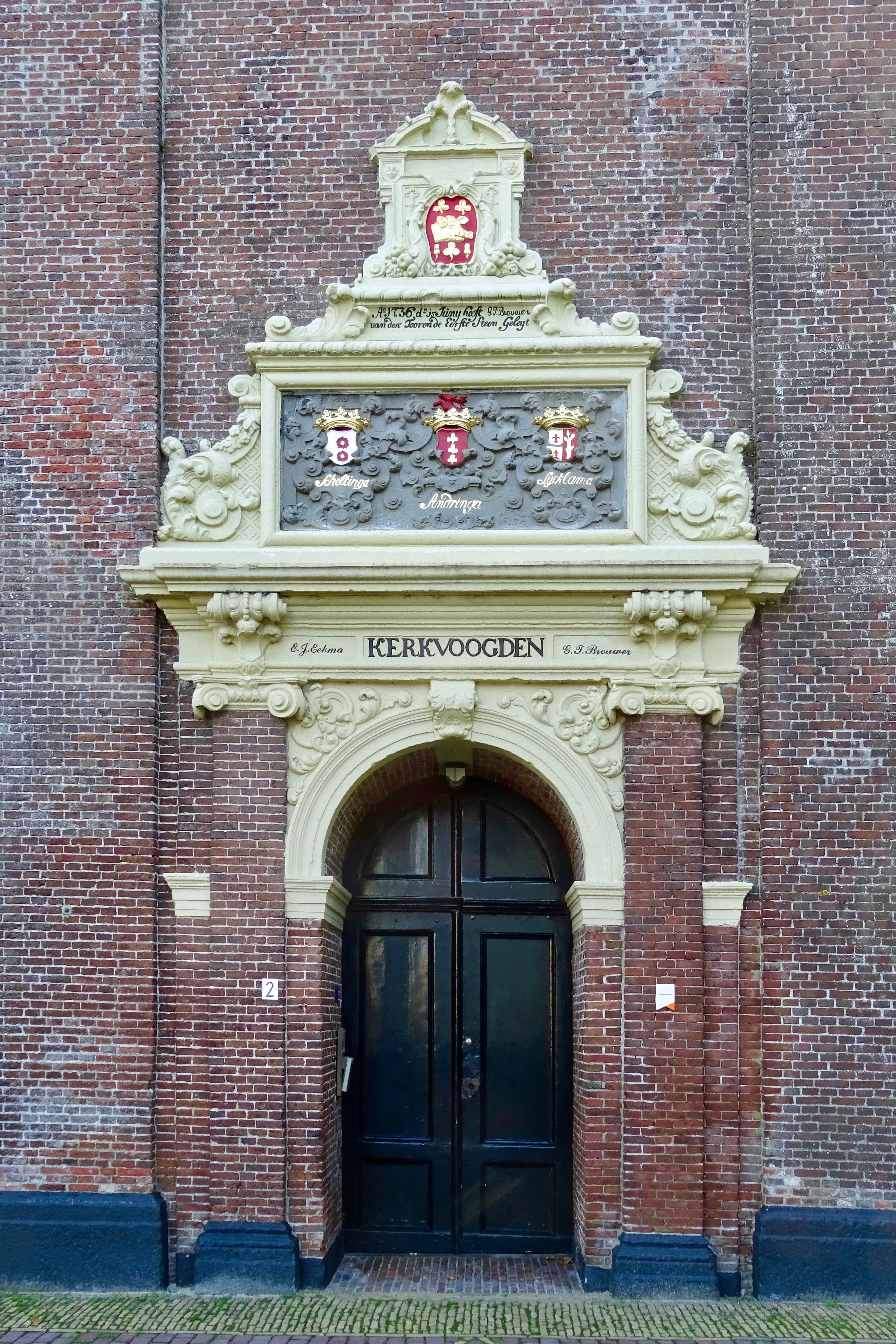
Ingang westzijde